# Mochlus afer
Espèce
Synonymes
- Eumeces afer Peters, 1854
- Mochlus punctulatus Günther, 1864
- Mochlus punctatus Günther, 1864
- Eumeces perdicicolor Cope, 1868
- Euprepes dumerili Steindachner, 1870
- Lygosoma afrum (Peters, 1854)

Mochlus afer est une espèce de sauriens de la famille des Scincidae.

## Répartition
Cette espèce se rencontre en Somalie, au Kenya, en Tanzanie, au Mozambique, au Soudan, au Soudan du Sud, en Éthiopie, en Ouganda, dans l'est de la Zambie, au Malawi, en République démocratique du Congo et en République centrafricaine.

## Publication originale
- Peters, 1854 : Diagnosen neuer Batrachier, welche zusammen mit der früher (24. Juli und 17. August) gegebenen Übersicht der Schlangen und Eidechsen mitgetheilt werden. Bericht über die zur Bekanntmachung geeigneten Verhandlungen der Königlich preussischen Akademie der Wissenschaften zu Berlin, vol. 1854, p. 614-628 (texte intégral).